# En-Me-Nuna
En-Me-Nuna va ser el quinzè rei o ensi de la primera dinastia de Kish a Sumer, esmentat a la llista de reis sumeris. La llista diu que va regnar després de Balih, i li assigna un mític regnat de 660 anys, posterior al diluvi que s'acostuma a datar cap a l'any 2900 aC. El va succeir el seu fill Melem-Kish.